# Anne-Catherine Gillet
Anne-Catherine Gillet est une soprano belge, née à Libramont le 20 janvier 1975 .

## Biographie
Anne-Catherine Gillet a étudié le chant au Conservatoire de Liège avec Nicolas Christou.

## Carrière
- Sophie dans Le Chevalier à la rose de Richard Strauss, Théâtre du Capitole de Toulouse, 2008[2]
- Constance dans Dialogues des carmélites, 2009[3]; Blanche dans les mêmes Dialogues, théâtre Graslin à Nantes, 2013.
- Perséphone dans The Brussels Requiem d’Howard Moddy, à La Monnaie, 2010
- Musetta dans La Bohème, Puccini, 2010, à La Monnaie, 2010
- Sophie dans Werther de Massenet, Opéra Bastille, 2010
- Despina dans Così fan tutte de Mozart, Opéra Garnier, 2011[4]
- Cendrillon de Massenet, à La Monnaie, 2011 [5]
- Aricie dans Hippolyte et Aricie de Jean-Philippe Rameau, Opéra Garnier, 2012[6]
- Micaëla dans Carmen de Georges Bizet, Opéra de Marseille, 2012[7]
- Madame Tell dans Guillaume Tell de André Grétry, Opéra royal de Wallonie, 2013[8]
- Oscar dans Un ballo in maschera de Verdi aux chorégies d'Orange en août 2013[9]
- Manon dans Manon de Jules Massenet à l'Opéra de Lausanne en octobre 2014[10]
- Gilda dans Rigoletto de Giuseppe Verdi au Théâtre du Bolchoï en décembre 2014[11]
- Pamina dans La Flûte enchantée de Mozart au Théâtre royal de Liège, décembre 2015-janvier 2016[12]

## Discographie
- Patrick Ringal-Daxhelet, Anne-Catherine Gillet, Claude Flagel, Patrick Baton (dir.), André Souris - Œuvres symphoniques, Cypres 7607, 2006
- Maria Riccarda Wesseling, Maria Bayo, Deborah York, Núria Rial, Anne-Catherine Gillet, Max Emmanuel Cencic, Kobie Van Rensburg. Dir. : Eduardo López Banzo, Al Ayre Español, Rodrigo (Haendel), Naïve Ambroisie, 2008
- Jonas Kaufmann, Sophie Koch, Ludovic Tezier, Anne-Catherine Gillet, Orchestre et Chœurs de l'Opéra de Paris, Michel Plasson, Massenet : Werther, Opéra national de Paris, DVD Decca NTSC 0440 074 3406 2 GH 2, 2010
- Anna Caterina Antonacci, Andrew Richards, Anne-Catherine Gillet, Nicolas Cavallier et John Eliot Gardiner, Carmen, FRA Musica 3770002003060, 2010
- Anne-Catherine Gillet, Orchestre Philharmonique royal de Liège, Paul Daniel (dir.), Barber : Knoxville, Berlioz : Nuits d'été, Britten : Les Illuminations, Aeon 760058 360132, 2011[13].

## Récompenses
- 2012 - Octave de la musique classique
- 2018 - Octave d'honneur